# شيخ زاده بابيتش
شيخ زاده موخاميتزاكيروفيتش بابيتش ((بالباشقيرية: Шәйехзада Мөхәммәтзәкир улы Бабич)‏، (بالتتارية: Шәехзадә Мөхәммәтзәкир улы Бабич)‏، 14 يناير 1895، قرية آسيانوفو من مقاطعة بيرسك بمحافظة أوفا ‏ (حاليًا مقاطعة ديورتيولينسكي في باشكورتوستان) - 28 مارس 1919) هو شاعر وسياسي باشكيري وتتاري. كلاسيكي من الأدب الوطني الباشكيري. ناشط في حركة التحرير الوطني الباشكيرية ‏، أحد أعضاء حكومة الباشكير ‏ (1917-1919). رئيس اتحاد شباب الباشكير "طولكين ‏" (1917-1918).

## السيرة الذاتية

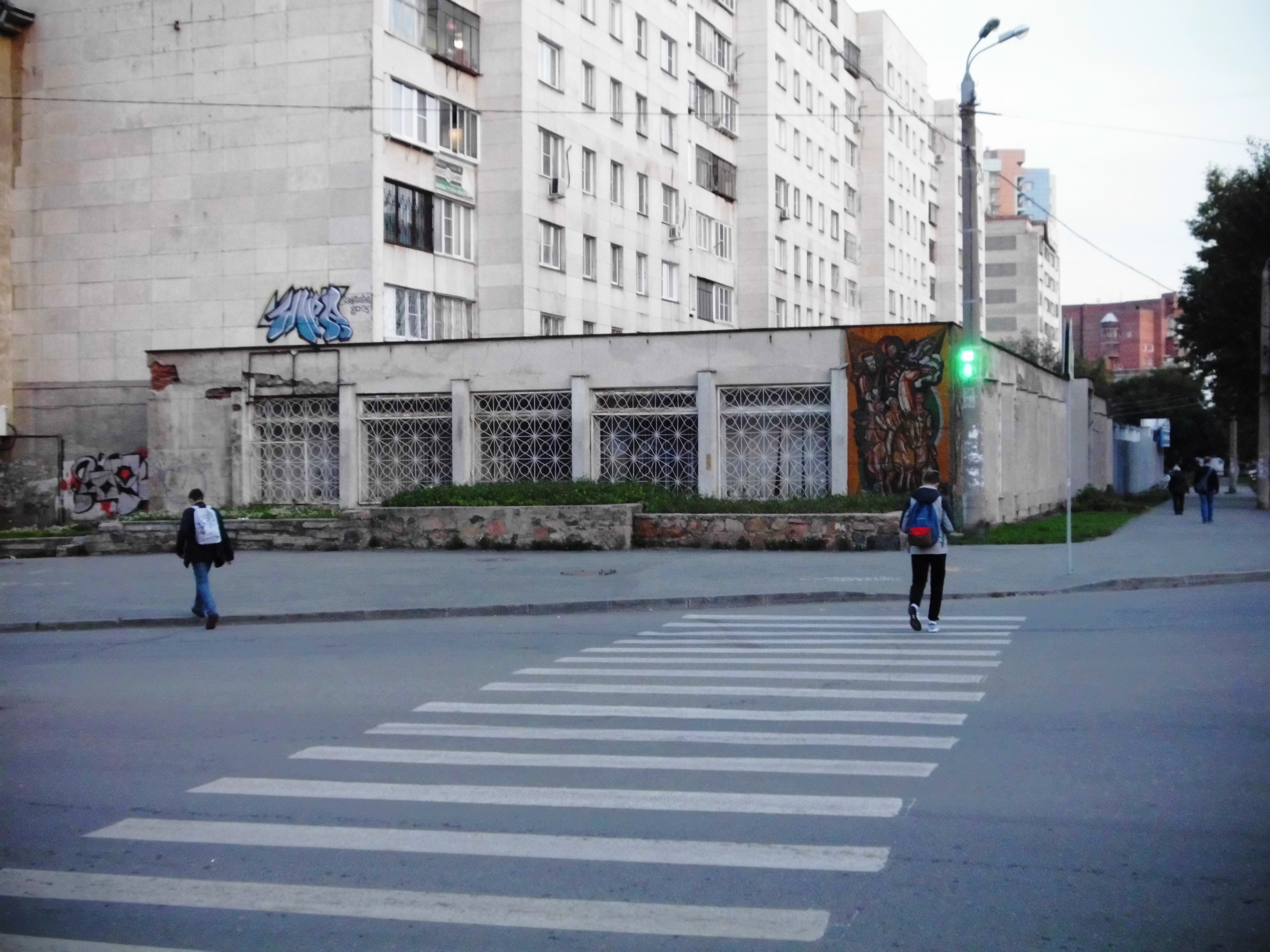
مبنى المكتبة رقم 15 من أدب الباشكير والتتار الذي سمي على اسم شيخزاده بابيش في مدينة تشيليابينسك

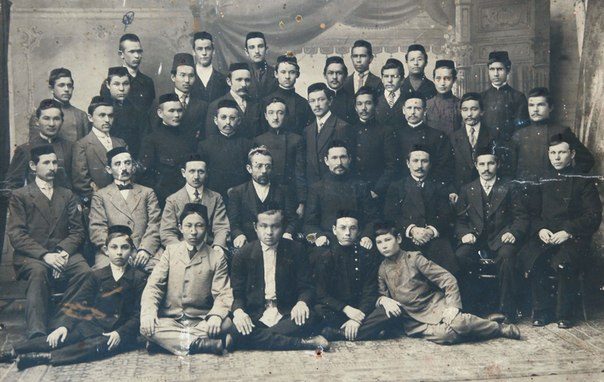
شيخزاده بابيش بين طلاب مدرسة "جاليا".

ولد في قرية أسيانوفو، مقاطعة بيرسك، محافظة أوفا ‏. جاء من إقطاعيات الباشكير من أبرشية كيوكوف تيوبا كايلينسكي (الآن مقاطعة ديورتيولينسكي). تلقى تعليمه الابتدائي في قريته الأم، وتلقى تعليمه الابتدائي في قريته الأصلية، مدرسة والده محمد شينا-التي ذكرها الملا هاسانسكوغو محلة. ذهب في عام 1910 إلى السهوب الكازاخستانية وعلم الأطفال الكازاخستانيين.
في السنوات 1911-1916. درس في مدرسة غاليا ‏ في أوفا. خلال سنوات الدراسة. كان بابيتش مهتمًا بشدة بالأدب، وشارك في الأوساط الأدبية والموسيقية، ونشر في مجلة المخطوطات مدرسة بارلاك. بعد التخرج، غادر إلى ترويتسك، وعمل مدرسًا، وفي الوقت نفسه تعاون في مجلة أكولا.
قضى أشهر الصيف عام 1917 في أوفا، ثم انتقل إلى أورينبورغ، حيث كان يعمل في البداية في مجلة كارماك الساخرة (Udochka).
شارك بابيتش منذ خريف عام 1917م في الحركة الوطنية الباشكيرية، سكرتير المكتب الإقليمي (وسط) شورو (المجلس) في منطقة باشكوردستان ذاتية الحكم ‏، محرر جريدة باشكورت، رئيس منظمة شباب الباشكير طولكين ‏ (Volna).
في 1918 و 1919 عمل كمراسل حرب في جيش الباشكير ‏.
«أغاني الأزرق. أطلق الشاب باشكورتوستان» هي المجموعة الوحيدة من قصائد العمر من تأليف بابيتش في عام 1918 في أورينبورغ.

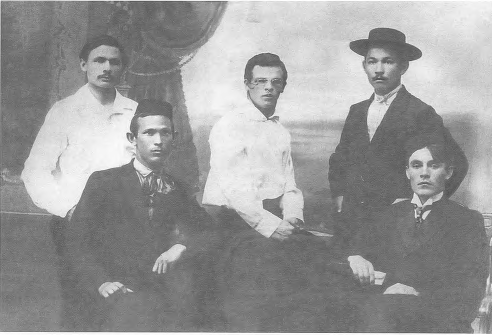
الشيخ (بابيش) و (غازيز) من (ألموخاميتوف)من بين الكتاب 1-اخترق اتحاد رابطات الموظفين المدنيين الدوليين في عام 1917

في 25 فبراير 1919، تم تعيينه كموظف في قسم الصحافة في الباشكيرية السوفيتية في باشريفكوم.
مسيرة 28 مارس 1919 خلال الفترة الانتقالية للقوات الباشكيرية على جانب الجيش الأحمر، قُتل شيخ زاده بابيتش وصديقه الشاعر عبد الحي ايركاباييف ‏ على يد جنود الجيش الأحمر في 1 فوج المشاة سمولينسك في قرية زيلاير الجمهورية الاشتراكية السوفياتية الباشكيرية ذاتية الحكم.

## الأعمال

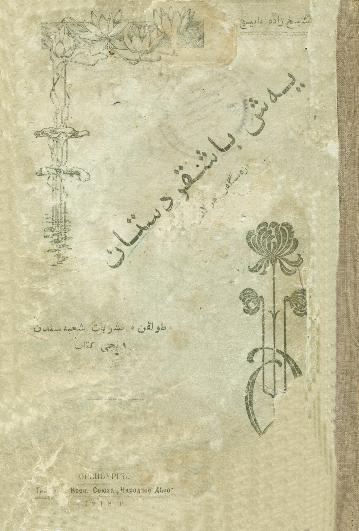
كتاب شباب باشكورستان، الذي صدر في طبعة أورنبرغ في عام 1918.

### قصائد
- "نحن"
- "في ذكرى أمير كراميشيف  [لغات أخرى]‏"
- "صلاة المحارب"
- "نداء شعري لشعب الباشكير حول الاتفاق مع البلاشفة" (1919).
- "هيالباي"
- "توفيق"
- "من أجل الشعب" (1914)
- "قضاء حياة قصيرة في النضال" (1915 ، الطبعة 1922)
- "افتح عينيك ، فارس!"
- "كورا"
- "إلى المصححين والملحنين"
- "عاش العمال!" (1917)
- إلى الخونة الاشتراكيين ،
- "يا كتاب"
- "أنا لست سعيدا"
- "حديقتنا"
- "المطر ، ليو!"
- "شكوى"
- "يحيا العامل!"
- "هدية الحرية"
- "تشابه جزئي"
- "أغنية الربيع"
- "الجمال"
- "ملاكي"
- "حديقة زهرة الأسماء"
- "الكمان"
- "عود"
- "فجأة"
- "أنا على عجل"
- "شاكران"
- "التنوير (لنفسه)"
- "أفندي جاب الله توكاييف"
- "الماعز والخنزير"
- "انتظر ، اسكت ..."
- "الروح"
- "الحزن"
- "أغاني جاليا"
- "يقولون"
- "الضمير والطموح"
- "الأسف"
- "حتى موت توكاي"
- "في انتظار أغنية"
- "هل تقارن؟"
- "مرتجلة"
- "لقد أرسلت ، عمة ..."
- "الاكتئاب"
- "في حالة سعيدة"
- "يطفو أسفل النهر ..."
- "من أجل الشعب"
- "دقيقة واحدة"
- "الرفاه والمعرفة"
- "الجشع هو الشيطان"
- "الأغنياء والفقراء"
- "بما أنه لا يوجد صندوق ..."
- "صعد إلى القمر"
- "نحن متفقون ..."
- الخفاش
- "مبعثر الأفكار"
- "المضي قدما ، يا أمة!"
- "شكوى الشاعر"
- "امنح الحرية ..."
- "بكاء السكارى"
- "مرتجلة"
- "أنا!"
- "السنوات الماضية"
- "الدقيق"
- "في لحظة من اليأس"
- "نصائح"
- "عطلات الربيع"
- "في ذكرى هازرت Sunchalei الموقرة"
- "ثامر هو بركتي"
- "ملاكي"
- العالم
- "الانتظار"
- "من؟"
- "أوزة (ذكريات الطفولة)
- "أيام الماضي"
- "آيات مجازية (في الذكرى العاشرة لمدرسة جاليا)"
- "صوت"
- "طار بعيدا"
- "طريق الشتاء"
- الصحوة (مذكرات المراهقة)
- "يوم جيد (ذكريات الصيف)"
- "أنا عبقري"
- "أغنية الفرح"
- ست سنوات
- "في ظلام الحياة"
- "السعادة"
- "الله أو إبليس"
- "أنا أعلم ، محمود ..."
- "بعد المشية"
- فتاة بلا أسنان
- "لمن"
- "الزهور"
- "ليلة صامتة (في العالم)"
- "بالقرب من العندليب ، وهو في قفص"
- "فتاة"
- "ذهب كل شيء"
- "نقش على شواهد شاعر شاب"
- "أريد أن"
- "مشيت دون أثر ..."
- "مشهد حياتنا"
- "بايامو"
- "من خلال النافذة المجمدة ..."
- "اذهب يا صبيا!"
- "آكليما"
- "القبعات سمور تعطي ..."
- "شمسي قمر"
- "روحي!"
- "التحول من مسلم"
- "انتصار المخلوقات"
- "هبة الحرية"
- الظل الدامي
- "الملا"
- "الحرب"
- "الانتظار"
- "يا البلشفية!"
- "في خضم الأفكار"
- "اشتراكي مزيف"
- "أنا على قيد الحياة وبصحة جيدة ..."
- "صعرتي ..."
- "الرقم الأول"
- المكالمات الحمراء
- "التربة"
- "ردًا على رسالة من صديق جندي"
- "أنا قوي!"
- "مضغ العلكة من الكلمات المرة"
- "أغاني شواطئ دميان"
- "في وقت المغادرة"
- "أغاني"
- "تهب البحر ..."
- "أنا في المحطة ..."
- "من يفعل ماذا؟"
- "عطلة"
- "صينية"
- "القدم اليمنى والقدم اليسرى"
- "أحضر"
- "الغيوم معلقة ..."
- "المسيرة العسكرية (بدافع من أغنية" سرب ")"
- "الأعداء"
- "الحب"
- "بجعتان"
- "الثاني من يناير"
- "أغنية الربيع"
- "بشكيريا"

### أعمال أخرى
- القصة «بق الفراش» (1916)
- قصيدة «غزال» (1916)
- دورة الابراغمات "Kitabennas"

## المقالات
- الشيخ. س. غوسمان كيرش.- كازان: منشورات تاتكتاب.، 1958. — 155 b.
- أعمال مختارة. - أوفا، 1958.
- في الترجمة الروسية: كلمات مختارة. - أوفا، 1966

## الذاكرة
- في عام 1993، أنتج المخرج مالك ياكشيمبيتوف الفيلم الوثائقي «دمي كثيف على الحجر» عن الشاعر شيخزاد بابيتش.
- في عام 1995، أنشأت حكومة جمهورية باشكورتوستان [الإنجليزية]‏ الجائزة الجمهورية الحكومية للشباب في مجال الأدب والفن سميت على اسم شيخزاده بابيش.
- تم افتتاح متحف شيخزاد بابيتش في عام 1995 في وطن الشاعر.[5]
- تم تسمية مدرسة قرية آسيانوفو وصالة الباشكير للألعاب الرياضية بزيلير على اسم س. بابيتش.
- تم إنشاء تماثيل للشاعر في آسيانوفو وسيباي وزيلير وفي قرية بابيتشيف العامة - قرية كيغازيتاماك، مقاطعة ميشكينسكي [الإنجليزية]‏ في باشكورتوستان.
- تم تركيب اللوحات التذكارية في مبنى مدرسة جاليا والمبنى بزيلير، حيث مات الشاعر.
- تتم تسمية شوارع العديد من مستوطنات باشكورتوستان باسم الشيخ. بابيتش.
- في تشيليابينسك توجد مكتبة لأدب الباشكير والتتار سميت باسم ش. بابيتش.
- في عام 2017، قام المخرج بولات يوسوبوف بعمل فيلم روائي طويل «بابيتش» عن الشاعر بشير والشخصية السياسية شيخزاد بابيتش. في الفيلم، لعب دور الشاعر الممثل Ilgiz Tagirov.[6]
- في 28 يونيو 2019، تم افتتاح نصب الشاعر أمام مركز التلفزيون في أوفا.

## المنشورات
- (زكي فاليدي توغان) ذكريات - موسكو ، 1996.